# Joan de l'Os
Joan de l'Os és el nom d'un personatge mitològic recurrent en el folklore de transmissió oral de diferents països d'Europa, on protagonitza històries amb moltes similituds, el que podria indicar una arrel comuna. Les característiques comunes amb les quals es representa són que és el fill d'un ós i una dona, té força sobrehumana i acostuma a viure en un bosc o en alguna cova.
Acadèmicament, es fa referència al personatge sempre amb un nom que segueix aquella mateixa forma en cada llengua: Joan + Os. Així, se l'anomena Chuan l'Onso en aragonès, Joan de l'Ors en occità, Juan el Oso en castellà, Jean de l'Ours en francès, John The Bear o John-of-The Bear en anglès, etc. Els contes de «Joan de l'Ors» són molt populars a Occitània, en què el personatge protagonitza històries heroiques, sent aquesta la regió en la qual han aparegut més variacions d'aquest mite. També es coneixen versions del mite de «Joan de l'Os» a la Catalunya del Nord i al País Basc sota el nom de «Xan Hartza» o «Juan Artz». Curiosament, una història germana documentada a Mallorca li diu Joan de l'Onso.
Autors com Enrique Satué han vist que el mite de Joan de l'Os podria haver influït en la formació de mites locals de l'Alt Aragó, com Chuan Ralla del Sobrarb, el Silván de Tlla o el Basaharau de les valls occidentals.
El personatge literari Gildo Mallo, de la novel·la Desperta ferro! (1930) de Ricardo León, és un boxador nascut al Sobrarb i que diu que descendeix d'una dona i un os a través d'un avantpassat que es digué, curiosament, Chuan l'Onso.